# Сади Переґо
45°28′13.85″ пн. ш. 9°11′35.04″ сх. д. / 45.4705139° пн. ш. 9.1930667° сх. д.
Сади Переґо (з іт. Giardini Perego) — один з найменших парків Мілана. Парк розташований в самісінькому центрі міста (по вулиці Садовій — via dei Giardini, поруч з вул. Мандзоні).

## Історія
Заможна сім'я Переґо жила в маєтку по вул. Borgonuovo, в напрямку Брери вздовж вул. Monte Napoleone. В 1778 році вони заволоділи садами сусіднього монастиря Sant'Erasmo і створили тут парк. Автором проєкту був Луїджі Каноніка. Проєкт передбачав квадратні алеї, велику неоготичну теплицю та ставок з рибою в центрі парку. Через декілька років Каноніка дещо перепланував парк, надавши йому рис англійського стилю.
З середини XIX століття будівництво першого Центрального залізничного вокзалу (ЦЗВ), а в XX ст. — другого ЦЗВ, призвели до виникнення потреби у нових маршрутах, що сполучили б район Porta Nuova з центром міста. В 1925 році між Переґо (власником маєтку) і комуною Мілана (міською радою) була підписана попередня угода, згідно з якою довга частина парку стала вул. Садовою (via dei Giardini), а північна частина, в наш час[коли?] ізольована, була придбана для громадського користування. Роботи були завершені в 1928 році.

## Флора
Серед дерев присутні: клен польовий, Cercis siliquastrum, граб звичайний, дуб звичайний, кінський каштан, тис і магнолія, Celtis australis. Після рестайлінгу 2005 року з'явилося багато квітників. Є майданчик для дітей з 200 метровим колом для бігу та футингу, велосипедні доріжки. Також є статуя 18 століття, присвячена Vertunno, міфічному богу садів та фруктів (єдина, залишена Переґо).

## Лінки
- Офіційний сад комуни Мілана
- Вілла Переґо
- мапа[недоступне посилання з червня 2019]